# Notylia angustifolia
Notylia angustifolia är en orkidéart som beskrevs av Célestin Alfred Cogniaux. Notylia angustifolia ingår i släktet Notylia och familjen orkidéer. Inga underarter finns listade i Catalogue of Life.